# Oldemiro Balói
Oldemiro Júlio Marques Balói (Lourenço Marques, 9 de abril de 1955-Johannesburgo, Sudáfrica; 13 de abril de 2021) fue un político y economista mozambiqueño que se desempeñó como ministro de Asuntos Exteriores de su país entre 2008 y diciembre de 2017.

## Biografía

### Primeros años
Nació en Lourenço Marques (actual Maputo). Allí asistió tanto a la escuela primaria y a la secundaria en el Liceu António Enes (hoy Liceu Francisco Manyanga), finalizando en 1975. Luego estudió economía en la Universidad Eduardo Mondlane y realizó una maestría en economía en 1994 en la Universidad de Londres.

### Carrera
Joaquim Chissano nombró a Balói como viceministro de Cooperación Internacional en 1990. En 1994 se unió al Ministerio de Industria, Comercio y Turismo, también bajo Chissano, como ministro. Este cargo lo ocupó hasta 1999. En ese año se unió al Consejo de Administración del privatizadpo Banco Internacional de Mozambique, luego renombrado como Millennium BIM.

### Ministro de Asuntos Exteriores

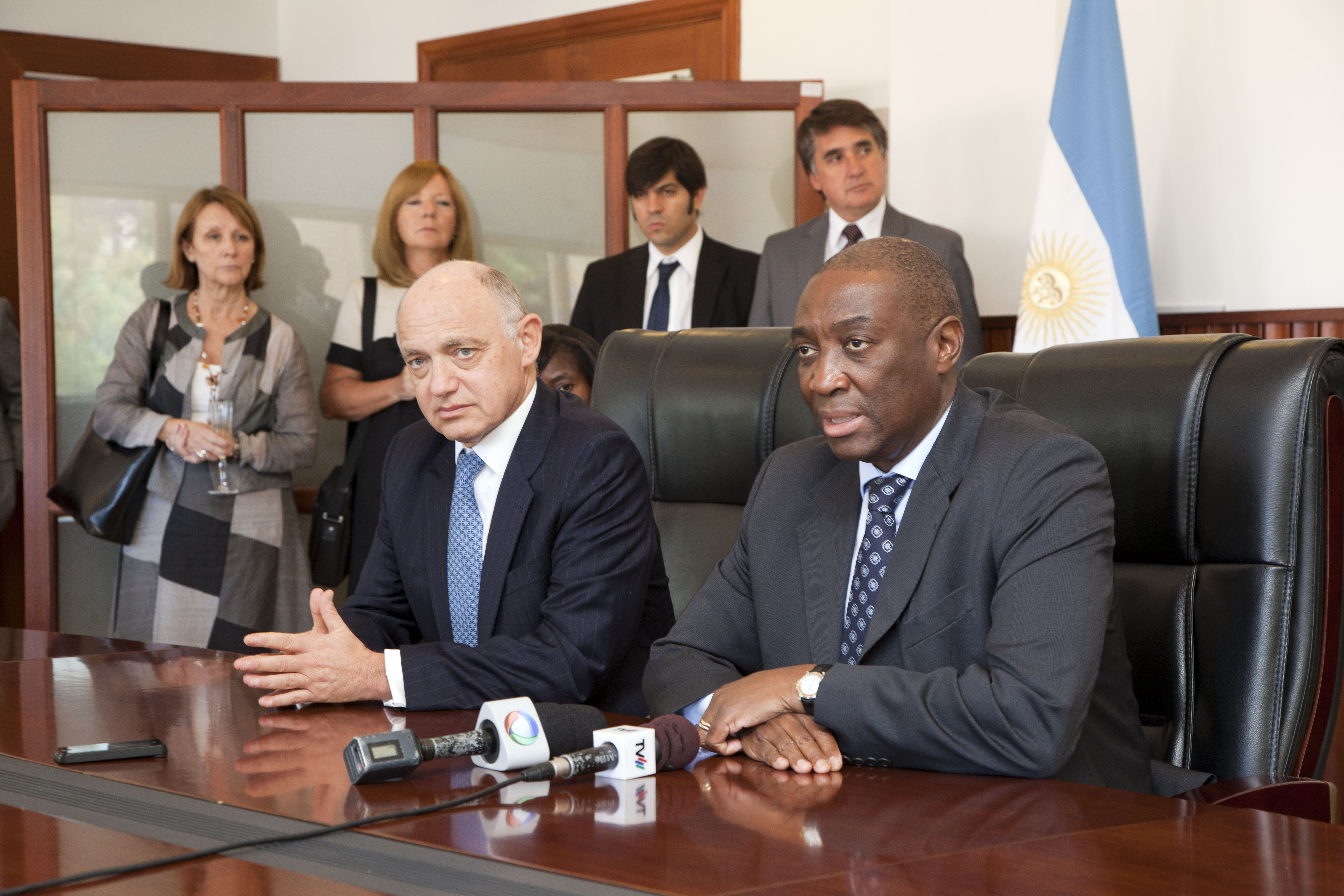
Balói (derecha) junto al canciller de Argentina Héctor Timerman en 2012.

El 10 de marzo de 2008, fue designado por el presidente Armando Guebuza en una reorganización de su gabinete como el sucesor de Alcinda Abreu, al frente del Ministerio de Asuntos Exteriores y Cooperación. Pronunció un discurso en septiembre de 2009 ante la Asamblea General de las Naciones Unidas en Nueva York.
Conservó el cargo bajo el gobierno del presidente Filipe Nyussi en 2015. Como parte de una reorganización del gabinete en diciembre de 2017, el presidente Nyusi destituyó a Balói y nombró a José Condunga Pachecho como su sucesor.

### Vida personal
Estuvo casado y tenía dos hijos. Fue seguidor del presbiterianismo. El 22 de febrero fue ingresado a causa de una enfermedad, no desvelada, en el hospital Milpark en Johannesburgo (Sudáfrica). Falleció  el 13 de abril de 2021. Tenía sesenta y seis años.